# Nellikuppam
Nellikuppam es una ciudad y municipio situada en el distrito de Cuddalore en el estado de Tamil Nadu (India). Su población es de 46678 habitantes (2011). Se encuentra a 8 km de Cuddalore.

## Demografía
Según el censo de 2011 la población de Nellikuppam era de 46678 habitantes, de los cuales 23017 eran hombres y 23661 eran mujeres. Nellikuppam tiene una tasa media de alfabetización del 82,83%, superior a la media estatal del 80,09%: la alfabetización masculina es del 89,59%, y la alfabetización femenina del 76,30%.